# アルリンド・クルス
アルリンド・クルス（Arlindo Cruz、本名アルリンド・ドミンゴス・ダ・クルス・フィーリョ、1958年9月14日 - 2025年8月8日）はブラジル・リオデジャネイロ出身のサンバ歌手、楽器奏者、作曲家。主にバンジョー、カヴァキーニョを中心に演奏する。

## 来歴
1958年、リオデジャネイロで誕生。幼少期から兄で作曲家のアシル・マルケスとともにアマチュアミュージシャンの父からギターを教わっていた。15歳でミナスジェライス州バルバセーナの空軍士官学校に入学。空軍を退役後、リオデジャネイロのカシキ・ヂ・ハモスでアーティストとしてのキャリアを重ねた。
ブラジルのサンバ史における最重要バンドの一つ、フンド・ヂ・キンタルのメンバーとして約12年間活動した後、1993年以降はソロを中心として活動。1990年代半ばからはエスコーラ・ジ・サンバ、インペリオ・セハーノでカーニヴァルのサンバを作曲していた。
2014年発表したアルバム『Herança Popular』が翌2015年のラテン・グラミー賞におけるサンバ/パゴーヂ・アルバム部門にノミネートされた。
2017年、サンパウロ州オザスコに向かう途中で脳卒中で倒れるも一命を取り留め、2019年時点で装置を使用せずに呼吸することが可能になるまで回復した。
2025年8月8日、リオデジャネイロの病院で多臓器不全により死去。66歳没。

## 作品
- 1993 - Arlindinho
- 1996 - Da Música
- 1997 - Samba é nossa cara
- 1998 - Pra ser Feliz
- 2000 - Ao Vivo
- 2002 - Hoje Tem Samba
- 2003 - Pagode do Arlindo
- 2007 - Sambista Perfeito
- 2009 - MTV ao Vivo Arlindo Cruz
- 2011 - Batuques e Romances
- 2012 - Batuques do Meu Lugar
- 2014 - Herança Popular
- 2015 - Na Veia
- 2017 - 2 Arlindos